# 赤坂遊園
赤坂遊園（あかさかゆうえん）は、かつて広島県福山市赤坂町に存在した井笠鉄道経営の遊園地である。

## 概要
福山市立済美中学校の北西側の傾斜地にあった。園内には、セスナ195よみうり101号、動物園や子ども向けの遊び場、園内を巡回する鉄道などがあった。敷地の奥には斜面を生かした5レーンの流水滑り台やプールが整備されており、地元の子供会の行事などでも活用された。
また1971年3月に廃線となった井笠鉄道薬師駅を移築、大正時代の建築当時の姿に改装した井笠鉄道の資料館があり、同年10月からは同年3月に引退した井笠2号機関車、ホハ11・ホハ12、ホト2・ホワフ5が動態保存されていた（閉園後、3号機関車とホハ12は福山市新市町にある新市クラシックゴルフに、ホワ11は神辺町の保育園に移され静態保存されている。）。閉園日には無料開放された。
1991年に閉園し、現在では住宅分譲地となっている。「赤坂遊園」分譲地という名称で分譲されているため、名称だけは残されている。現存する建物はない。

## 歴史
- 開園：1972年7月1日
- 閉園：1991年4月1日

## 交通
- JR山陽本線備後赤坂駅より北東方向へ、広島県道54号福山尾道線（旧国道2号線）および広島県道378号御幸松永線を超えて徒歩10分。
- トモテツバス赤坂循環線赤坂駅前より徒歩。